# 1241 Dysona
1241 Dysona (1932 EB1) là một tiểu hành tinh vành đai chính được phát hiện ngày 4 tháng 3 năm 1932, bởi Harry Edwin Wood ở Johannesburg (UO).